# توماس جيبسون لي
توماس جيبسون لي (بالإنجليزية: Thomas Gibson Lea)‏ هو عالم نبات أمريكي، ولد في 14 ديسمبر 1785 في ويلمنغتون في الولايات المتحدة، وتوفي في 30 سبتمبر 1844 في Waynesville, Ohio ‏ في الولايات المتحدة.